# Abies kawakamii
Abies kawakamii е вид ела от семейство Борови (Pinaceae). Видът е почти застрашен от изчезване.

## Разпространение
Разпространен е в Тайван.